# Porxos de Cal Santantoni
Els Porxos de Cal Santantoni és una construcció que forma part de l'Inventari del Patrimoni Arquitectònic Català de la ciutat de Solsona (Solsonès).

## Descripció

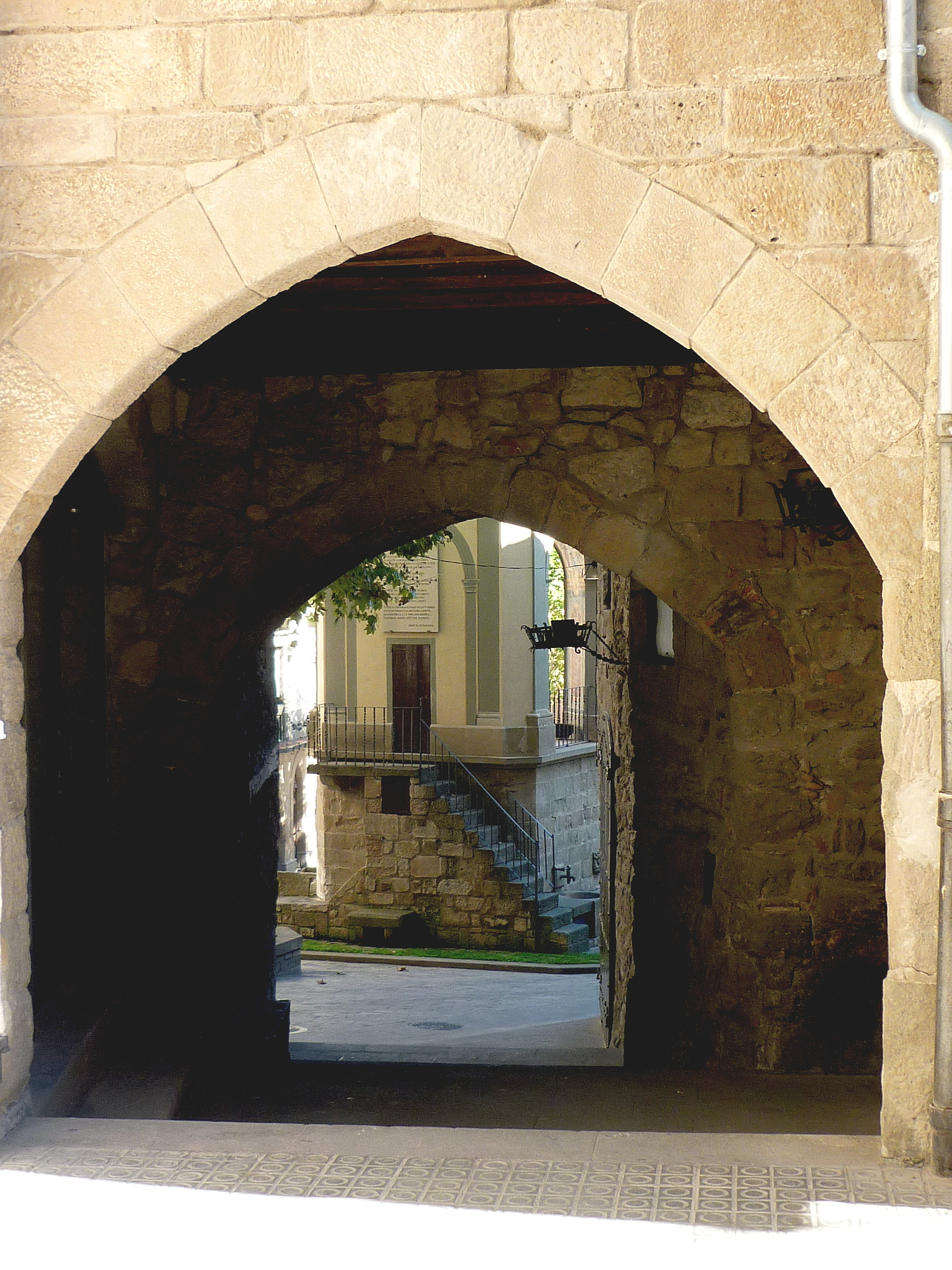
Des del carrer Castell

Petit carrer medieval, empedrat amb lloses de pedra i feixuga volta d'arcs ogivals. Pel costat de la plaça i per a salvar el fort pendent hi ha dos esgraons. Pel costat del carrer Castell hi ha un arc ogival, que és el que dona l'entrada al carrer. Damunt del carrer hi ha un edifici, construït a partir d'un parament de pedres rectangulars en filades i tallades, de tres pisos i amb finestres d'imitació gòtica.

## Notícies històriques
Carrer medieval construït com a lloc de pas per anar del carrer Castell a la plaça de Sant Joan i la seva Font de Sant Joan. Per damunt del carrer, sobresurt el campanar d'Isanta o Torre de les hores.